# Aatami Tanttu
Adam Richard „Aatami” Tanttu (ur. 24 grudnia 1887 Hirvensalmi, zm. 26 grudnia 1939 w Kotce) – zapaśnik reprezentujący Finlandię. Olimpijczyk ze Sztokholmu 1912, gdzie zajął jedenaste miejsce w wadze lekkiej.
Trzeci na mistrzostwach kraju w 1914 roku.

## Letnie Igrzyska Olimpijskie 1912
| Konkurencja             | Rundy eliminacyjne           | Rundy eliminacyjne     | Rundy eliminacyjne     | Rundy eliminacyjne   | Rundy eliminacyjne   | Klas. końcowa |
| Konkurencja             | Przeciwnik I                 | Przeciwnik II          | Przeciwnik III         | Przeciwnik IV        | Przeciwnik V         | Miejsce       |
| ----------------------- | ---------------------------- | ---------------------- | ---------------------- | -------------------- | -------------------- | ------------- |
| 67,5 kg styl klasyczny. | Johannes Eillebrecht (NED) Z | Thorvald Olsen (NOR) Z | Carl Erik Lund (SWE) Z | Bruno Heckel (GER) P | Oskar Kaplur (RUS) P | 11.           |